# روساريو توليدو
روساريو توليدو (بالإسبانية: Rosario Toledo)‏ هي راقصة فلامنكو خيالية ومُتنوعة الاستعراضات تمكنت من شق طريقها والوصول إلى مكانة بارزة في المشهد الحالي لرقص الفلامنكو. وُلدت في قادش في 2 يونيو 1977. في سن الحادية عشرة، خطت أولى خطواتها في الرقص في أكاديمية لاس بياديراس في مسقط رأسها. وفي وقت لاحق، واصلت دراستها حتى حصلت على شهادتها من المعهد المهني للرقص في إشبيلية.

== المراجع ==